# A Twist in the Myth
A Twist in the Myth ist das achte Studioalbum der deutschen Metal-Band Blind Guardian. Es wurde von September 2005 bis April 2006 in den Twilight Hall Studios in Grefrath aufgenommen und am 1. September 2006 veröffentlicht.

## Entstehungsgeschichte
Der langjährige Schlagzeuger und Mitbegründer von Blind Guardian Thomen Stauch verließ die Band 2005 wegen Meinungsverschiedenheiten in Bezug auf die Musik. Er widmete sich nach dem Ausstieg voll seiner 2004 gegründeten Power-Metal-Band Savage Circus, mit der er den Stil des Blind-Guardian-Albums Imaginations From the Other Side aufgreift.
Musikalisch geht Blind Guardian einen weiteren Schritt in eine neue Richtung, auch wenn Carry The Blessed Home an alte Werke erinnert. Vor allem der Song Fly, welcher vorweg als Single herausgebracht wurde, wurde unter den Fans der Band vielfach wegen des neuen Klangs, in dem nun auch Thrash-Elemente enthalten sind, diskutiert.
Produktionstechnisch ging die Band wieder ein paar Schritte zurück. Laut Hansi Kürsch beinhaltet das Album „vielleicht noch 60 % der Spuren von“ A Night at the Opera. Auch die Perfektionswut des Vorgängeralbums wurde wieder in eine eher simplere Richtung gedrängt, obwohl die Produktion immer noch sehr viel komplexer als die der Alben vor A Night at the Opera ist.
Das Cover-Artwork stammt diesmal von Anthony Clarkson, der die Band durch seine Arbeit für Hypocrisy und One Man Army and the Undead Quartet überzeugt hat. Das Artwork hat Parallelen zum Imaginations from the Other Side-Album. Einzelne Motive werden wieder aufgegriffen.

## Mitwirkende
Den Bass spielte als Gastmusiker Oliver Holzwarth, der in der Vergangenheit schon öfters mitgearbeitet hat. Die Chorpassagen wurden von Olaf Senkbeil, Rolf Köhler und Thomas Hackmann gesungen. Außerdem ist es das erste Album, an dem der neue Schlagzeuger Frederik Ehmke mitwirkte. Die Keyboard-Programmierung übernahmen Martin G. Meyer und Pat Benzner. Geschrieben wurde die Musik von Olbrich und Kürsch, die Songtexte stammen von Hansi Kürsch.

## Erfolge
Die CD stieg nach Veröffentlichung auf Platz 4 der deutschen Charts ein und hielt sich 7 Wochen lang in den Top 100. Nach Erscheinen des Albums traten Blind Guardian ihre „A Twist In The Myth Tour“ an, die von Europa über Nordamerika bis nach Ostasien verlief, wieder nach Europa führte und am 10. November 2007 in Krefeld ihr Ende nahm.

## Titelliste
1. This Will Never End – 5:07
2. Otherland – 5:14
3. Turn the Page – 4:16
4. Fly – 5:43
5. Carry the Blessed Home – 4:03
6. Another Stranger Me – 4:36
7. Straight Through the Mirror – 5:48
8. Lionheart – 4:15
9. Skalds and Shadows – 3:13
10. The Edge – 4:27
11. The New Order – 4:49
12. Dead Sound of Misery – 5:18 (nur auf dem Digipak und Double LP)

- Digipack Bonus CD

1. Interview (Deutsch) – 17:39
2. Interview (English) – 12:41
3. Blind Guardian Media Player

- Double LP Bonus-Tracks

1. Market Square (Demo) – 5:51
2. Interview (English) – 12:21

## Versionen
Die Digipack-Version enthält eine Bonus-CD, auf der ein in Interview zur Entstehung des Albums in Deutsch und Englisch, ein speziell gestalteter Mediaplayer sowie ein Musikvideo zu Another Stranger Me enthalten ist. Außerdem liegt dieser Ausgabe ein Aufkleber bei.
Der Bonustrack Dead Sound of Misery ist eine alternative Version von Fly, die zwar von den Instrumenten in einer höheren Tonlage gespielt wird, dennoch durch den tieferen Gesang etwas düsterer als die Urversion wirkt und zusätzlich einen anderen Songtext und teilweise einen anderen Rhythmus aufweist.
Market Square stellt die Demo-Version von Straight Through the Mirror dar und ist lediglich auf der Doppel-LP sowie der Limited Book Version enthalten.
Zusätzlich wurde eine auf 1000 Stück limitierte Box veröffentlicht, die neben der Bonus-CD des Digipacks eine Autogrammkarte, ein Siegel sowie ein Echtheitszertifikat enthält.

## Songinfos
- Der Song Otherland befasst sich mit dem ersten Teil der gleichnamigen Science-Fiction-Reihe von vier Romanen von Tad Williams.

- Das Lied Skalds and Shadows ist ähnlich wie A Past and Future Secret vom Imagination From the Other Side-Album ein balladesker Titel, der sehr viele Folk-Elemente enthält.

- This Will Never End basiert lose auf der Geschichte Wilde Reise durch die Nacht von Walter Moers, die die Begegnung des Illustrators Gustave Doré mit dem Gevatter Tod beschreibt.[2]

- Lionheart behandelt die Odysseus-Sage, wie sie in Dantes Inferno beschrieben wird.[2]

- Carry The Blessed Home greift, wie schon frühere Werke, Themen aus Stephen Kings Der dunkle Turm auf.

## Singleauskopplungen

### Fly
Fly erschien am 24. Februar 2006 vorab als Single. Das Coverartwork wurde von Anthony Clarkson realisiert und zeigt den „blinden Wächter“ (bekannt von diversen Veröffentlichungen der Band) auf einem Thron sitzend, vor ihm ein leuchtender Goldbecher. Neben dem Titeltrack enthält die Single eine Akustik-Version von Skalds and Shadows und eine Coverversion des Iron-Butterfly-Klassikers In-A-Gadda-Da-Vida.
1. Fly – 5:46
2. Skalds and Shadows (Acoustic Version) – 3:15
3. In A Gadda Da Vida – 3:37

### Another Stranger Me
Another Stranger Me erschien als nachgeschobene EP am 4. Mai 2007. Neben dem Titeltrack enthält diese Veröffentlichung den neuen Song All the King’s Horses, der bis dato nur als Japan-Bonustrack des Albums erhältlich war, und eine Coverversion des 1931 entstandenen Dream a Little Dream of Me von Kate Smith. Zusätzlich beinhaltet der Tonträger zwei Demo-Versionen von Liedern, die auch auf dem Album zu hören sind, und den Videoclip zu Another Stranger Me.
1. Another Stranger Me – 4:35
2. All The King’s Horses – 4:11
3. Dream A Little Dream Of Me – 3:22
4. Lionheart (Demo Version) – 4:10
5. The Edge (Demo Version) – 4:27